# LT 35 (T–21)
Az LT 35 egy csehszlovák harckocsi. Egyetlen példány készült belőle 1939-ben, a német megszállás miatt leállt a tesztelés. A T-11 modell továbbfejlesztése, páncélzata, motorereje, tűzereje megnőtt. A páncélzat szegecselt kivitelezése 1939-ben már elavultnak számított, és korszerűtlen volt a kis futógörgős futómű is. Ezzel szemben a motor és erőátvitel megfelelt a kor követelményeinek.

## Magyar vonatkozásai
A magyar hadsereg 1940-ben megvette a licencet, miután az egyetlen elkészült prototípust Magyarországon Vértesy János ezredes tesztelte. E típus képezte alapját a 40M Turán harckocsi gyártásának.